# Макнамара, Шелли
Шелли Макнамара (род. 1952) — ирландский архитектор и преподаватель. В 1978 году основала Grafton Architects с Ивонн Фаррелл. Grafton Architects приобрела известность в начале 2010-х годов, специализируясь на массивных, но просторных зданиях для высшего образования. Макнамара преподает архитектуру в нескольких университетах, в том числе и Университетском колледже Дублина с 1976 года.
В практике была награждена Королевской золотой медалью 2020 года, а их здание Universidad de Ingeniería y Tecnología в Лиме, Перу, было удостоено Международной премии RIBA 2016 года, как лучшее новое здание в мире в этом году Макнамара и Фаррелл разделили Притцкеровскую премию 2020 года, высшую награду архитектуры.

## Карьера

### Grafton Arhitects
Вместе с Ивонн Фаррелл, Макнамара основала Grafton Architects в Дублине в 1978 году, назвав его в честь Графтон-стрит в городе. По состоянию на 2017 год на практике работало 25 человек, а Макнамара и Фаррелл руководили проектами. Макнамара описала свой подход к архитектуре как «вместо того, чтобы думать о пространстве, а затем находить структуру для него, мы создаем структуру, а это, в свою очередь, создает пространство», а «удовольствие от архитектуры — это чувство веса быть снесенным или поддержанным».
Пара специализировалась на зданиях для высшего образования, спроектировав здания для университетов в Тулузе, Лимерике, Лондоне и др. К ним относятся учебные корпуса, медицинские школы и помещения для студентов. Они привлекли международное внимание зданием для Университета Боккони в Милане, которое было завершено в 2008 году. Их самым знаменитым зданием был Universidad de Ingeniería y Tecnología, который получил Международную премию RIBA в 2016 году, как лучшее новое здание в мире в этом году. Они привлекли международное внимание зданием для Университета Боккони в Милане, которое было завершено в 2008 году. Их самым знаменитым зданием стал Университет Инженерии и Технологии в Перу, который в 2016 году получил Международную премию RIBA, как лучшее новое здание в мире в этом году.
Практика также произвела десятки зданий в Ирландии для жилых и коммерческих целей, а также высшего образования.

### Академия
Макнамара работала в качестве студенческого лектора в Школе архитектуры в UCD с 1976 года. Вскоре после окончания Университетского колледжа в Дублине, Макнамара начала преподавать в школе вместе с Ивонн Фаррелл, где она преподавала последовательно между 1976 и 2002 годами. В 2015 году Макнамара стала адъюнкт-профессором в UCD.
В дополнение к UCD, Макнамара была приглашенным профессором в Оксфордском университете Брукса, Академии архитектуры Мендризио (2008−10), Осло и Государственной политехнической школе Лозанны (2010−11). Она стала полноправным профессором в Мендризио в 2013 году. В 2010 году Макнамара имела кафедру Кензо Танге в Гарвардской высшей школе дизайна и кафедру Луиса Кана в Йельском университете осенью 2011 года. Она работала в качестве внешнего экзаменатора в Кембриджском университете и Лондонском метрополитене. Школа Архитектуры. Помимо преподавания, Макнамара много читал лекции в европейских и американских школах архитектуры.

## Публикации
Макнамара вместе с Ивонн Фаррелл опубликовала книгу «Диалог и перевод: Графтон архитекторы» в 2014 году. Эта книга включает в себя работу фирмы, архитектурные размышления и сборник лекций, прочитанных в «Высшей школе архитектуры, планирования и сохранения» Колумбийского университета, а также критический комментарий от Кеннета Фрэмптона.
Основные работы
- 2006: Solstice Arts Centre, Navan, Co.Meath, Ireland.
- 2008: Waterloo Lane Mews, Dublin 4, Ireland.
- 2008: Drogheda Fire and Rescue Services Station, Drogheda, Ireland
- 2012: University of Limerick Medical School, Limerick, Ireland.
- 2014: Memory / Grafton Architects, with the collaboration of ELISAVA for 300 Years of Catalan Spirit, Spain.
- In progress: London School of Economics and Political Science (LSE) shortlist for the new Global Centre for Social Sciences (GCSS) in London’s Aldwych.
- 2015: University Campus UTEC Lima, Peru
- 2016: Competition Winner for The Paul Marshall Building — London School of Economics 44 Lincoln’s Inn Fields, London, United Kingdom
- 2018: Curators of 2018 Venice Architecture Biennale FREESPACE / Grafton Architects, Italy.
- 2019: Université Toulouse 1 Capitole Toulouse, France